# Javier de Isusi
Javier de Isusi García (* 1972 in Biscaya) ist ein spanischer Comicautor und Illustrator.

## Werdegang
In seiner Kindheit war er ein unersättlicher Leser von Bruguera-Comics und französisch-belgischen Serien wie Asterix, Tintin, Blueberry und als Jugendlicher von Superhelden-Comics.
Zwischen 1989 und 1990 entdeckte er während seines Architekturstudiums in San Sebastián das Werk von Manara, Moebius und insbesondere Loisel und zog die Möglichkeiten des Comics als ein Medium für Erwachsene zum ersten Mal in Erwägung.
Nach seinem Abschluss arbeitete er eine Zeit lang in einem Architekturbüro, bevor er sich auf eine einjährige Reise begab, die ihn durch weite Teile Lateinamerikas führte und wo er drei Monate in Mexiko verbrachte (dort arbeitete er als internationaler Beobachter in La Realidad, Chiapas), von wo er seine Reise später nach Buenos Aires fortsetzte und schließlich Brasilien erreichte.
Nach der Reise und dem Entschluss, sich voll und ganz dem Comicmachen zu widmen, beschäftigt er sich ausgiebig mit lateinamerikanischen Comics. Bereits 2003, zusammen mit dem argentinischen Drehbuchautor Luciano Saracino, gelang es ihm ins Finale des I. European Comic-Album Wettbewerb zu kommen, das von dem französischen Comic-Unternehmen Glénat gefördert wurde. Er schrieb sich auch beim Verband der Baskischen Illustratoren ein.
2004 begann er mit der Veröffentlichung der Tetralogie Los viajes de Juan Sin Tierra, in der er mittels schwarz-weißen Abbildungen und mit deutlichen Anleihen an Corto Maltese (einer Abenteuercomic-Serie), die Suche erzählt, die Vasco, sein Protagonist, unternimmt, um seinen vor Jahren in Lateinamerika verschwundenen Freund Juan zu finden. Bei der Präsentation des ersten Albums der Serie (La Pipa de Marcos) traf er auf seine Frau Leticia.
2007 schrieb er, erneut mit Luciano Saracino, das vom Verlag Dolmen Editorial herausgegebene Kollektivwerk Historias del olvido, an dem die Karikaturisten David Rubín, David Lafuente, Paco Roca, Infame&Co., Danimaiz, Manu Ortega, Alex Orbe, Abril Barrado, Raquel Alzate und Leticia Ruifernández teilnahmen.
2008 wirkte er am Album Mentiroso mentiroso (zusammen mit der US-amerikanischen Plattenfirma Warner) von Iván Ferreiro mit und übernahm einen der Songs in seinem Comic.
Er ist Vater von drei Kindern: Ibai, Marina und Leire.

## Bibliographie
| Erscheinungsjahr | Titel                                                                                              | Verlag                                                                      |
| ---------------- | -------------------------------------------------------------------------------------------------- | --------------------------------------------------------------------------- |
| 2004             | Los viajes de Juan Sin Tierra 1 – La pipa de Marcos                                                | Astiberri Ediciones                                                         |
| 2007             | Los viajes de Juan Sin Tierra 2 – La isla de Nunca Jamás                                           | Astiberri Ediciones                                                         |
| 2008             | Los viajes de Juan Sin Tierra 3 – Río Loco                                                         | Astiberri Ediciones                                                         |
| 2008             | Las cenizas de la abuela                                                                           | Dos veces breve, #17                                                        |
| 2010             | Los viajes de Juan Sin Tierra 4 – En la tierra de los Sin Tierra                                   | Astiberri Ediciones                                                         |
| 2012             | Ometepe (Drehbuch von Luciano Saracino)                                                            | Astiberri Ediciones                                                         |
| 2015             | He visto ballenas (dt.: Ich habe Wale gesehen, erschienen im Februar 2017, Verlag Edition Moderne) | Astiberri Ediciones                                                         |
| 2017             | Asylum                                                                                             | Astiberri Ediciones und CEAR-Euskadi (Gemeinnützige baskische Organisation) |
| 2019             | La divina comedia de Oscar Wilde                                                                   | Astiberri Ediciones                                                         |
| 2020             | Transparentes. Historias del exilio colombiano                                                     | Astiberri Ediciones                                                         |
| 2021             | El mar recordará nuestros nombres                                                                  | Planeta Cómic                                                               |